# Coupe du monde de ski alpin 1997-1998
Navigation
Édition précédente Édition suivante
La coupe du monde de ski alpin 1997-1998 est la 32e édition de la coupe du monde de ski alpin, compétition de ski alpin organisée annuellement. Elle se déroule du 24 octobre 1997 au 15 mars 1998.
Les hommes disputent 37 épreuves : 11 descentes, 5 super-G, 9 géants, 9 slaloms, 2 combinés et 1 parallèle.
Les femmes disputent 33 épreuves : 6 descentes, 6 super-G, 8 géants, 9 slaloms, 2 combinés et 2 parallèles.
Les jeux olympiques sont disputés à Nagano du 10 au 21 février 1998.

## Tableau d'honneur
| Catégorie | Messieurs          | Dames           |
| --------- | ------------------ | --------------- |
| Général   | Hermann Maier      | Katja Seizinger |
| Descente  | Andreas Schifferer | Katja Seizinger |
| Super G   | Hermann Maier      | Katja Seizinger |
| Géant     | Hermann Maier      | Martina Ertl    |
| Slalom    | Thomas Sykora      | Ylva Nowén      |
| Combiné   | Werner Franz       | Hilde Gerg      |

## Résumé de la saison
Hermann Maier remporte la coupe du Monde et met fin à près de trente ans d'échec pour le ski autrichien depuis le sacre de Karl Schranz en 1970.
Prototype d'un nouveau type de skieur athlétique et puissant, Maier écrase la saison de façon spectaculaire en signant 19 podiums. Vainqueur à 10 reprises dans quatre disciplines (4 super G, 3 géants, 2 descentes et 1 combiné) et des globes du super G et du géant, le skieur originaire de Flachau âgé de 26 ans et actif depuis un an seulement sur le circuit de la coupe du monde impressionne en devenant très rapidement au fil des victoires le leader incontesté d'une équipe autrichienne redoutable qui remporte outre les trois premières places du classement général, 25 victoires sur 37 ainsi que les cinq globes attribués aux leaders des différentes disciplines.
Andreas Schifferer 24 ans remporte quatre descentes (Beaver Creek, Bormio, Wengen et Garmisch) et s'adjuge le globe de cristal en descente. Il termine en outre à la seconde place du classement général grâce à ses bons résultats en super G.
Après une longue traversée du désert marquée par les blessures et un reversement en coupe d'Europe, Stephan Eberharter double champion du monde de super G et combiné en 1991 effectue son retour au plus haut niveau à 29 ans. Vainqueur de sa première victoire en coupe du monde lors du géant des finales à Crans Montana et auteur de six podiums le skieur relance sa carrière de la meilleure des manières et termine au troisième rang du classement général.
Michael von Grünigen est l'un des seuls skieurs capable de rivaliser avec Maier en géant. Vainqueur de trois géants, le suisse termine deuxième du classement de la discipline à 60 points de l'autrichien.
Thomas Sykora et Thomas Stangassinger se livrent un nouveau duel sur toute la saison. Sykora remporte deux succès contre trois pour Stangassinger pour un même nombre de podiums et aborde le dernier slalom de la saison à Crans Montana au coude à coude. Sykora 5e fait mieux que Stangassinger 9e et remporte son deuxième globe de cristal d'affilée pour seulement 4 points.
Alberto Tomba vainqueur en janvier de la nightrace à Schladming quitte le cirque blanc sur une 50e victoire à la hauteur de son mythe lors du dernier slalom de la saison à Crans Montana onze ans après son podium mondial dans la station helvétique. Le fantasque italien aura marqué l'histoire de la coupe du monde avec le deuxième plus grand palmarès des spécialistes des disciplines techniques :
- 1 coupe du monde et 8 coupes du monde de spécialités (4 en géant et 4 en slalom),
- 50 victoires en coupe du monde (35 slaloms et 15 géants)
- 3 titres olympiques en géant (1988 et 92) et en slalom (1988),
- 2 titres mondiaux en géant (1996) et slalom (1996).

Didier Cuche remporte sa première victoire lors de la première descente à Kitzbühel. Second le lendemain dans la deuxième descente, le jeune neuchâtelois apprenti boucher de 23 ans s'affirme comme l'un des grands potentiels en vitesse.
Katja Seizinger remporte son deuxième succès au classement général de la coupe du monde de ski alpin après celui de 1996. 
L'allemande au-dessus du lot dans les disciplines de vitesse se détache rapidement grâce à six victoires d'affilée en décembre. Avec treize podiums dont huit victoires, Seizinger ajoute les globes de la descente, du super G ainsi que les titres olympiques de la descente et du combiné à une saison quasi parfaite. Elle décide en manque d'objectifs futurs de se retirer dans la gloire avec l'un des plus beaux palmarès du ski alpin féminin :
- 2 coupes du monde et 9 coupes du monde de spécialités (5 en super G et 4 en descente),
- 36 victoires en coupe du monde (16 descente, 16 super G et 4 géants)
- 3 titres olympiques en descente (1994 et 98) et en combiné (1998),
- 1 titre mondial en super G (1993).

Martina Ertl remporte grâce à trois victoires son deuxième globe de cristal du géant. Victorieuse aussi en super G et en slalom, sa régularité dans les podiums (12) lui permet de terminer à la seconde place du classement général.
Hilde Gerg 21 ans complète le triplé allemand au classement général. Victorieuse à quatre reprises, Gerg signe dix podiums et remporte le globe du combiné.

## Système de points
Le vainqueur d'une épreuve de coupe du monde se voit attribuer 100 points pour le classement général. Les skieurs classés aux trente premières places marquent des points.
| Place  | 1er | 2d | 3e | 4e | 5e | 6e | 7e | 8e | 9e | 10e | 11e | 12e | 13e | 14e | 15e | 16e | 17e | 18e | 19e | 20e | 21e | 22e | 23e | 24e | 25e | 26e | 27e | 28e | 29e | 30e |
| ------ | --- | -- | -- | -- | -- | -- | -- | -- | -- | --- | --- | --- | --- | --- | --- | --- | --- | --- | --- | --- | --- | --- | --- | --- | --- | --- | --- | --- | --- | --- |
| Points | 100 | 80 | 60 | 50 | 45 | 40 | 36 | 32 | 29 | 26  | 24  | 22  | 20  | 18  | 16  | 15  | 14  | 13  | 12  | 11  | 10  | 9   | 8   | 7   | 6   | 5   | 4   | 3   | 2   | 1   |

## Classement général
| Rang | Nom                  | Points | Victoire(s) | Podium(s) |
| ---- | -------------------- | ------ | ----------- | --------- |
| 1    | Hermann Maier        | 1685   | 10          | 19        |
| 2    | Andreas Schifferer   | 1114   | 4           | 7         |
| 3    | Stephan Eberharter   | 1030   | 1           | 6         |
| 4    | Kjetil André Aamodt  | 901    | 1           | 3         |
| 5    | Hans Knauss          | 888    | 1           | 5         |
| 6    | Michael von Grünigen | 746    | 3           | 6         |
| 7    | Josef Strobl         | 697    | 2           | 4         |
| 8    | Didier Cuche         | 627    | 1           | 4         |
| 9    | Christian Mayer      | 590    | 2           | 3         |
| 10   | Lasse Kjus           | 578    |             | 4         |
| 11   | Kristian Ghedina     | 544    | 2           | 2         |
| 12   | Thomas Stangassinger | 539    | 3           | 5         |
| 13   | Thomas Sykora        | 521    | 2           | 5         |
| 14   | Alberto Tomba        | 506    | 2           | 3         |
| 15   | Werner Franz         | 504    |             | 3         |
| 16   | Nicolas Burtin       | 485    | 1           | 4         |
| 17   | Paul Accola          | 471    |             | 2         |
| 18   | Jean-Luc Crétier     | 448    |             | 3         |
| 19   | Hans Petter Buraas   | 443    |             | 4         |
| 20   | Hannes Trinkl        | 372    |             |           |

| Rang | Nom                   | Points | Victoire(s) | Podium(s) |
| ---- | --------------------- | ------ | ----------- | --------- |
| 1    | Katja Seizinger       | 1655   | 8           | 14        |
| 2    | Martina Ertl          | 1508   | 5           | 12        |
| 3    | Hilde Gerg            | 1391   | 4           | 10        |
| 4    | Deborah Compagnoni    | 912    | 4           | 8         |
| 5    | Alexandra Meissnitzer | 884    | 1           | 6         |
| 6    | Ylva Nowén            | 815    | 4           | 5         |
| 7    | Renate Götschl        | 787    | 1           | 6         |
| 8    | Isolde Kostner        | 695    | 1           | 5         |
| 9    | Urška Hrovat          | 592    | 1           | 3         |
| 10   | Heidi Zurbriggen      | 561    |             | 1         |
| 11   | Kristina Koznick      | 560    | 1           | 4         |
| 12   | Stefanie Schuster     | 500    |             |           |
| 13   | Leïla Piccard         | 465    | 1           | 2         |
| 13   | Mélanie Suchet        | 465    | 1           | 3         |
| 15   | Florence Masnada      | 448    |             | 2         |
| 16   | Sonja Nef             | 443    |             | 1         |
| 17   | Andrine Flemmen       | 390    |             | 1         |
| 18   | Karin Roten Meier     | 375    |             |           |
| 19   | Špela Pretnar         | 322    |             | 2         |
| 20   | Sabine Egger          | 317    |             | 1         |

## Classements de chaque discipline
Les noms en gras remportent les titres des disciplines.

### Descente
| Rang | Nom                | Points | Victoire(s) | Podium(s) |
| ---- | ------------------ | ------ | ----------- | --------- |
| 1    | Andreas Schifferer | 655    | 4           | 6         |
| 2    | Hermann Maier      | 479    | 2           | 5         |
| 3    | Nicolas Burtin     | 469    | 1           | 4         |
| 4    | Didier Cuche       | 424    | 1           | 3         |
| 5    | Jean-Luc Crétier   | 414    |             | 3         |
| 6    | Kristian Ghedina   | 412    | 2           | 2         |
| 7    | Stephan Eberharter | 377    |             | 1         |
| 8    | Hannes Trinkl      | 322    |             |           |
| 9    | Josef Strobl       | 306    | 1           | 3         |
| 10   | Werner Franz       | 288    |             | 2         |

| Rang | Nom                   | Points | Victoire(s) | Podium(s) |
| ---- | --------------------- | ------ | ----------- | --------- |
| 1    | Katja Seizinger       | 520    | 4           | 5         |
| 2    | Renate Götschl        | 392    | 1           | 4         |
| 3    | Isolde Kostner        | 292    | 1           | 2         |
| 4    | Mélanie Suchet        | 237    |             | 1         |
| 5    | Hilde Gerg            | 224    |             | 1         |
| 6    | Florence Masnada      | 216    |             | 2         |
| 7    | Heidi Zurbriggen      | 185    |             |           |
| 8    | Alexandra Meissnitzer | 168    |             | 1         |
| 9    | Régine Cavagnoud      | 167    |             |           |
| 10   | Brigitte Obermoser    | 150    |             |           |

### Super G
| Rang | Nom                | Points | Victoire(s) | Podium(s) |
| ---- | ------------------ | ------ | ----------- | --------- |
| 1    | Hermann Maier      | 400    | 4           | 4         |
| 2    | Hans Knauss        | 256    | 1           | 3         |
| 3    | Stephan Eberharter | 220    |             | 3         |
| 4    | Patrik Järbyn      | 195    |             | 1         |
| 5    | Andreas Schifferer | 185    |             | 1         |
| 6    | Didier Cuche       | 163    |             | 1         |
| 7    | Josef Strobl       | 150    |             |           |
| 8    | Luca Cattaneo      | 148    |             | 1         |
| 9    | Peter Runggaldier  | 131    |             |           |
| 10   | Kristian Ghedina   | 114    |             |           |
| 10   | Paul Accola        | 114    |             |           |

| Rang | Nom                 | Points | Victoire(s) | Podium(s) |
| ---- | ------------------- | ------ | ----------- | --------- |
| 1    | Katja Seizinger     | 445    | 4           | 4         |
| 2    | Renate Götschl      | 305    |             | 2         |
| 3    | Isolde Kostner      | 266    |             | 3         |
| 4    | Martina Ertl        | 259    | 1           | 1         |
| 5    | Mélanie Suchet      | 228    | 1           | 2         |
| 6    | Regina Häusl        | 204    |             |           |
| 7    | Hilde Gerg          | 197    |             | 1         |
| 8    | Heidi Zurbriggen    | 196    |             | 1         |
| 9    | Katharina Gutensohn | 152    |             | 1         |
| 10   | Karen Putzer        | 142    |             | 1         |

### Géant
| Rang | Nom                  | Points | Victoire(s) | Podium(s) |
| ---- | -------------------- | ------ | ----------- | --------- |
| 1    | Hermann Maier        | 620    | 3           | 9         |
| 2    | Michael von Grünigen | 560    | 3           | 6         |
| 3    | Christian Mayer      | 429    | 2           | 3         |
| 4    | Stephan Eberharter   | 388    | 1           | 2         |
| 5    | Hans Knauss          | 375    |             | 2         |
| 6    | Urs Kälin            | 277    |             |           |
| 7    | Steve Locher         | 246    |             | 1         |
| 8    | Rainer Salzgeber     | 229    |             | 1         |
| 9    | Kjetil André Aamodt  | 226    |             | 1         |
| 10   | Marco Büchel         | 220    |             |           |

| Rang | Nom                   | Points | Victoire(s) | Podium(s) |
| ---- | --------------------- | ------ | ----------- | --------- |
| 1    | Martina Ertl          | 591    | 3           | 7         |
| 2    | Deborah Compagnoni    | 565    | 4           | 6         |
| 3    | Alexandra Meissnitzer | 445    | 1           | 5         |
| 4    | Sonja Nef             | 359    |             | 1         |
| 5    | Andrine Flemmen       | 296    |             | 1         |
| 6    | Katja Seizinger       | 295    |             | 2         |
| 7    | Sophie Lefranc        | 252    |             | 1         |
| 8    | Leïla Piccard         | 224    | 1           | 2         |
| 9    | Hilde Gerg            | 209    | 1           | 1         |
| 9    | Anna Ottosson         | 209    |             | 1         |

### Slalom
| Rang | Nom                   | Points | Victoire(s) | Podium(s) |
| ---- | --------------------- | ------ | ----------- | --------- |
| 1    | Thomas Sykora         | 521    | 2           | 5         |
| 2    | Thomas Stangassinger  | 517    | 3           | 5         |
| 3    | Hans Petter Buraas    | 420    |             | 4         |
| 4    | Finn Christian Jagge  | 345    | 1           | 4         |
| 5    | Kiminobu Kimura       | 316    |             | 1         |
| 6    | Ole Kristian Furuseth | 296    | 1           | 2         |
| 7    | Alberto Tomba         | 290    | 2           | 2         |
| 8    | Jure Košir            | 257    |             |           |
| 9    | Pierrick Bourgeat     | 189    |             | 1         |
| 10   | Tom Stiansen          | 185    |             | 1         |

| Rang | Nom                | Points | Victoire(s) | Podium(s) |
| ---- | ------------------ | ------ | ----------- | --------- |
| 1    | Ylva Nowén         | 620    | 4           | 5         |
| 2    | Kristina Koznick   | 560    | 1           | 4         |
| 3    | Hilde Gerg         | 451    | 1           | 4         |
| 4    | Urška Hrovat       | 423    | 1           | 3         |
| 5    | Martina Ertl       | 320    | 1           | 2         |
| 6    | Deborah Compagnoni | 304    |             | 3         |
| 7    | Trine Bakke        | 281    |             | 1         |
| 8    | Sabine Egger       | 257    |             | 1         |
| 9    | Zali Steggall      | 244    | 1           | 1         |
| 10   | Špela Pretnar      | 209    |             | 2         |

### Combiné
| Rang | Nom                 | Points | Victoire(s) | Podium(s) |
| ---- | ------------------- | ------ | ----------- | --------- |
| 1    | Werner Franz        | 120    |             | 1         |
| 2    | Hermann Maier       | 100    | 1           | 1         |
| 2    | Kjetil André Aamodt | 100    | 1           | 1         |
| 4    | Bruno Kernen        | 80     |             | 1         |
| 5    | Paul Accola         | 60     |             | 1         |
| 5    | Ed Podivinsky       | 60     |             | 1         |
| 7    | Fritz Strobl        | 50     |             |           |
| 7    | Matthew Grosjean    | 50     |             |           |
| 9    | Stephan Eberharter  | 45     |             |           |
| 9    | Fredrik Nyberg      | 45     |             |           |

| Rang | Nom                   | Points | Victoire(s) | Podium(s) |
| ---- | --------------------- | ------ | ----------- | --------- |
| 1    | Hilde Gerg            | 200    | 2           | 2         |
| 2    | Katja Seizinger       | 140    |             | 2         |
| 2    | Martina Ertl          | 140    |             | 2         |
| 4    | Morena Gallizio       | 77     |             |           |
| 5    | Florence Masnada      | 76     |             |           |
| 6    | Stefanie Schuster     | 61     |             |           |
| 7    | Ingeborg Helen Marken | 60     |             |           |
| 7    | Stefanie Wolf         | 60     |             |           |
| 9    | Catherine Borghi      | 58     |             |           |
| 10   | Miriam Vogt           | 55     |             |           |

## Calendrier et résultats

### Messieurs
| Date                                              | Lieu          | Épreuve     | Vainqueur             | Second               | Troisième               |
| ------------------------------------------------- | ------------- | ----------- | --------------------- | -------------------- | ----------------------- |
| 24 octobre 1997                                   | Tignes        | Parallèle   | Josef Strobl          | Kjetil André Aamodt  | Hermann Maier           |
| 26 octobre 1997                                   | Tignes        | Géant       | Michael von Grünigen  | Steve Locher         | Hermann Maier           |
| 20 novembre 1997                                  | Park City     | Géant       | Hermann Maier         | Kjetil André Aamodt  | Thomas Grandi           |
| 22 novembre 1997                                  | Park City     | Slalom      | Thomas Stangassinger  | Kristinn Bjornsson   | Finn Christian Jagge    |
| 4 décembre 1997                                   | Beaver Creek  | Descente I  | Kristian Ghedina      | Jean-Luc Crétier     | Lasse Kjus              |
| 5 décembre 1997                                   | Beaver Creek  | Descente II | Andreas Schifferer    | Hermann Maier        | Stephan Eberharter      |
| 6 décembre 1997                                   | Beaver Creek  | Super G     | Hermann Maier         | Stephan Eberharter   | Hans Knauss             |
| 14 décembre 1997                                  | Val d'Isère   | Géant       | Michael von Grünigen  | Stephan Eberharter   | Hans Knauss             |
| 15 décembre 1997                                  | Sestrière     | Slalom      | Finn Christian Jagge  | Thomas Sykora        | Hans Petter Buraas      |
| 21 décembre 1997                                  | Alta Badia    | Géant       | Christian Mayer       | Michael von Grünigen | Hermann Maier           |
| 29 décembre 1997                                  | Bormio        | Descente I  | Hermann Maier         | Andreas Schifferer   | Werner Franz            |
| 30 décembre 1997                                  | Bormio        | Descente II | Andreas Schifferer    | Werner Franz         | Lasse Kjus              |
| 3 janvier 1998                                    | Kranjska Gora | Géant       | Christian Mayer       | Hermann Maier        | Michael von Grünigen    |
| 4 janvier 1998                                    | Kranjska Gora | Slalom      | Thomas Sykora         | Pierrick Bourgeat    | Thomas Stangassinger    |
| 6 janvier 1998                                    | Saalbach      | Géant       | Hermann Maier         | Alberto Tomba        | Rainer Salzgeber        |
| 8 janvier 1998                                    | Schladming    | Slalom      | Alberto Tomba         | Thomas Sykora        | Hans Petter Buraas      |
| 10 janvier 1998                                   | Schladming    | Super G I   | Hermann Maier         | Stephan Eberharter   | Luca Cattaneo           |
| 11 janvier 1998                                   | Schladming    | Super G II  | Hermann Maier         | Andreas Schifferer   | Stephan Eberharter      |
| 13 janvier 1998                                   | Adelboden     | Géant       | Hermann Maier         | Michael von Grünigen | Paul Accola             |
| 16 janvier 1998                                   | Wengen        | Descente I  | Hermann Maier         | Nicolas Burtin       | Andreas Schifferer      |
| 17 janvier 1998                                   | Wengen        | Descente II | Andreas Schifferer    | Jean-Luc Crétier     | Hermann Maier           |
| 18 janvier 1998                                   | Veysonnaz     | Slalom      | Thomas Stangassinger  | Kristinn Bjornsson   | Kiminobu Kimura         |
| 18 janvier 1998                                   | Veysonnaz     | Combiné     | Hermann Maier         | Bruno Kernen         | Paul Accola             |
| 23 janvier 1998                                   | Kitzbühel     | Descente I  | Didier Cuche          | Nicolas Burtin       | Jean-Luc Crétier        |
| 24 janvier 1998                                   | Kitzbühel     | Descente II | Kristian Ghedina      | Didier Cuche         | Josef Strobl            |
| 25 janvier 1998                                   | Kitzbühel     | Slalom I    | Thomas Stangassinger  | Thomas Sykora        | Ole Kristian Furuseth   |
| 25 janvier 1998                                   | Kitzbühel     | Combiné     | Kjetil André Aamodt   | Werner Franz         | Ed Podivinsky           |
| 26 janvier 1998                                   | Kitzbühel     | Slalom II   | Thomas Sykora         | Hans Petter Buraas   | Thomas Stangassinger    |
| 31 janvier 1998                                   | Garmisch      | Descente    | Andreas Schifferer    | Nicolas Burtin       | Hermann Maier           |
| 1er février 1998                                  | Garmisch      | Super G     | Hermann Maier         | Hans Knauss          | Lasse Kjus              |
| Jeux olympiques à Nagano du 10 au 21 février 1998 |               |             |                       |                      |                         |
| 28 février 1998                                   | Yongpyong     | Géant       | Michael von Grünigen  | Christian Mayer      | Hermann Maier           |
| 1er mars 1998                                     | Yongpyong     | Slalom      | Ole Kristian Furuseth | Finn Christian Jagge | Tom Stiansen            |
| 7 mars 1998                                       | Kvitfjell     | Descente    | Nicolas Burtin        | Werner Perathoner    | Lasse Kjus Josef Strobl |
| 8 mars 1998                                       | Kvitfjell     | Super G     | Hans Knauss           | Patrik Järbyn        | Didier Cuche            |
| 13 mars 1998                                      | Crans Montana | Descente    | Josef Strobl          | Didier Cuche         | Fritz Strobl            |
| 14 mars 1998                                      | Crans Montana | Géant       | Stephan Eberharter    | Hans Knauss          | Hermann Maier           |
| 15 mars 1998                                      | Crans Montana | Slalom      | Alberto Tomba         | Hans Petter Buraas   | Finn Christian Jagge    |

### Dames
| Date                                              | Lieu              | Épreuve     | Vainqueur             | Seconde               | Troisième             |
| ------------------------------------------------- | ----------------- | ----------- | --------------------- | --------------------- | --------------------- |
| 24 octobre 1997                                   | Tignes            | Parallèle   | Leïla Piccard         | Anita Wachter         | Katja Seizinger       |
| 25 octobre 1997                                   | Tignes            | Géant       | Deborah Compagnoni    | Martina Ertl          | Martina Fortkord      |
| 21 novembre 1997                                  | Park City         | Géant       | Deborah Compagnoni    | Alexandra Meissnitzer | Andrine Flemmen       |
| 23 novembre 1997                                  | Park City         | Slalom      | Zali Steggall         | Ylva Nowén            | Claudia Riegler       |
| 28 novembre 1997                                  | Mammoth Mountain  | Parallèle   | Hilde Gerg            | Martina Ertl          | Alexandra Meissnitzer |
| 30 novembre 1997                                  | Mammoth Mountain  | Super G     | Katja Seizinger       | Isolde Kostner        | Katharina Gutensohn   |
| 4 décembre 1997                                   | Lake Louise       | Descente I  | Katja Seizinger       | Katharina Gutensohn   | Renate Götschl        |
| 5 décembre 1997                                   | Lake Louise       | Descente II | Katja Seizinger       | Mélanie Suchet        | Isolde Kostner        |
| 6 décembre 1997                                   | Lake Louise       | Super G     | Katja Seizinger       | Hilde Gerg            | Isolde Kostner        |
| 17 décembre 1997                                  | Val d'Isère       | Descente    | Katja Seizinger       | Hilde Gerg            | Ingeborg Helen Marken |
| 18 décembre 1997                                  | Val d'Isère       | Super G     | Katja Seizinger       | Renate Götschl        | Hilde Gerg            |
| 19 décembre 1997                                  | Val d'Isère       | Géant       | Deborah Compagnoni    | Alexandra Meissnitzer | Leïla Piccard         |
| 20 décembre 1997                                  | Val d'Isère       | Slalom      | Ylva Nowén            | Deborah Compagnoni    | Urška Hrovat          |
| 20 décembre 1997                                  | Val d'Isère       | Combiné     | Hilde Gerg            | Katja Seizinger       | Martina Ertl          |
| 27 décembre 1997                                  | Lienz             | Slalom I    | Ylva Nowén            | Deborah Compagnoni    | Urška Hrovat          |
| 28 décembre 1997                                  | Lienz             | Slalom II   | Ylva Nowén            | Kristina Koznick      | Deborah Compagnoni    |
| 5 janvier 1998                                    | Bormio            | Slalom I    | Ylva Nowén            | Hilde Gerg            | Špela Pretnar         |
| 6 janvier 1998                                    | Bormio            | Géant       | Deborah Compagnoni    | Martina Ertl          | Alexandra Meissnitzer |
| 10 janvier 1998                                   | Bormio            | Géant       | Martina Ertl          | Katja Seizinger       | Deborah Compagnoni    |
| 11 janvier 1998                                   | Bormio            | Slalom      | Hilde Gerg            | Kristina Koznick      | Špela Pretnar         |
| 18 janvier 1998                                   | Altenmarkt        | Descente    | Renate Götschl        | Katja Seizinger       | Alexandra Meissnitzer |
| 18 janvier 1998                                   | Altenmarkt        | Super G     | Martina Ertl          | Heidi Zurbriggen      | Mélanie Suchet        |
| 22 janvier 1998                                   | Cortina d'Ampezzo | Descente    | Isolde Kostner        | Renate Götschl        | Florence Masnada      |
| 23 janvier 1998                                   | Cortina d'Ampezzo | Super G I   | Mélanie Suchet        | Regina Häusl          | Karen Putzer          |
| 24 janvier 1998                                   | Cortina d'Ampezzo | Super G II  | Katja Seizinger       | Renate Götschl        | Isolde Kostner        |
| 25 janvier 1998                                   | Cortina d'Ampezzo | Géant       | Martina Ertl          | Katja Seizinger       | Sophie Lefranc        |
| 28 janvier 1998                                   | Åre               | Géant       | Martina Ertl          | Sonja Nef             | Anna Ottosson         |
| 29 janvier 1998                                   | Åre               | Slalom      | Kristina Koznick      | Hilde Gerg            | Sabine Egger          |
| 31 janvier 1998                                   | Åre               | Descente    | Katja Seizinger       | Renate Götschl        | Florence Masnada      |
| 31 janvier 1998                                   | Åre               | Combiné     | Hilde Gerg            | Martina Ertl          | Katja Seizinger       |
| Jeux olympiques à Nagano du 10 au 21 février 1998 |                   |             |                       |                       |                       |
| 1er mars 1998                                     | Saalbach          | Slalom      | Martina Ertl          | Trine Bakke           | Kristina Koznick      |
| 14 mars 1998                                      | Crans Montana     | Slalom      | Urška Hrovat          | Martina Ertl          | Hilde Gerg            |
| 15 mars 1998                                      | Crans Montana     | Géant       | Alexandra Meissnitzer | Martina Ertl          | Deborah Compagnoni    |

## Coupe des nations
| Rang | Nom        | Points | Victoire(s) | Podium(s) |
| ---- | ---------- | ------ | ----------- | --------- |
| 1    | Autriche   | 12823  | 27          | 73        |
| 2    | Allemagne  | 6077   | 16          | 36        |
| 3    | Italie     | 6001   | 9           | 22        |
| 4    | Suisse     | 5610   | 4           | 16        |
| 5    | France     | 5024   | 3           | 16        |
| 6    | Norvège    | 4069   | 3           | 22        |
| 7    | Slovénie   | 2857   | 1           | 5         |
| 8    | Suède      | 2286   | 4           | 7         |
| 9    | États-Unis | 1236   | 1           | 4         |
| 10   | Canada     | 905    |             | 2         |

| Rang | Nom        | Points | Victoire(s) | Podium(s) |
| ---- | ---------- | ------ | ----------- | --------- |
| 1    | Autriche   | 9216   | 25          | 59        |
| 2    | Suisse     | 3468   | 4           | 14        |
| 3    | Norvège    | 2928   | 3           | 18        |
| 4    | Italie     | 2911   | 4           | 7         |
| 5    | France     | 2380   | 1           | 8         |
| 6    | Slovénie   | 1398   |             |           |
| 7    | Suède      | 771    |             | 1         |
| 8    | Canada     | 711    |             | 2         |
| 9    | Allemagne  | 472    |             |           |
| 10   | États-Unis | 434    |             |           |

| Rang | Nom        | Points | Victoire(s) | Podium(s) |
| ---- | ---------- | ------ | ----------- | --------- |
| 1    | Allemagne  | 5605   | 16          | 36        |
| 2    | Autriche   | 3607   | 2           | 14        |
| 3    | Italie     | 3090   | 5           | 15        |
| 4    | France     | 2644   | 2           | 8         |
| 5    | Suisse     | 2142   |             | 2         |
| 6    | Suède      | 1515   | 4           | 6         |
| 7    | Slovénie   | 1459   | 1           | 5         |
| 8    | Norvège    | 1141   |             | 4         |
| 9    | États-Unis | 802    | 1           | 4         |
| 10   | Australie  | 244    | 1           | 1         |
| 10   | Russie     | 244    |             |           |

Classement final